# 2013년 넥센 히어로즈 시즌
2013년 넥센 히어로즈 시즌은 넥센 히어로즈가 KBO 리그에 참가한 4번째 시즌으로, 우리 히어로즈, 히어로즈, 서울 히어로즈 시절까지 합하면 6번째 시즌이다. 염경엽 감독이 팀을 이끈 첫 시즌이며, 이택근이 주장을 맡았다. 팀은 치열한 순위 싸움 끝에 8팀 중 LG 트윈스에 1경기 뒤지고, 두산 베어스에 반 경기 앞선 정규시즌 3위에 오르며 창단 첫 포스트시즌 진출에 성공했다. 그러나 준플레이오프에서 두산 베어스에게 리버스 스윕(2연승 뒤 3연패)을 당하며 탈락했다. 이후 두산 베어스가 한국시리즈 준우승을 차지하여 넥센 히어로즈의 최종 순위는 4위가 되었다.

## 타이틀
- 월드 베이스볼 클래식 국가대표: 김동수(코치), 손승락, 강정호
- KBO MVP: 박병호
- KBO 골든글러브: 손승락 (투수), 박병호 (1루수), 강정호 (유격수)
- KBO 골든포토상: 박병호
- 일구상 최고타자상: 박병호
- 일구상 최고투수상: 손승락
- 플레이어스 초이스 어워드 올해의 선수상: 박병호
- 플레이어스 초이스 어워드 스타플레이어상: 박병호
- 조아제약 프로야구대상 대상: 박병호
- 조아제약 프로야구대상 최고투수상: 손승락
- 동아스포츠대상 프로야구 올해의 선수: 박병호
- ADT캡스 수비상: 강정호 (유격수)
- 스포츠토토 올해의 선수: 박병호
- 스포츠토토 9월 MVP: 박병호
- 오마이스포츠 선정 팀 창단 10주년 기념 베스트 라인업: 손승락 (마무리투수), 김민성 (3루수)
- 포지션별 최고 연봉 선수: 김병현 (투수), 강정호 (유격수), 이택근 (외야수)
- 올스타전 추천선수: 강리호, 손승락, 허도환, 박병호
- 컴투스프로야구2022 타이틀홀더 라인업: 손승락 (마무리투수)
- 컴투스프로야구 10년대 올스타: 손승락 (중계투수)
- 컴투스프로야구 선정 2016년이 기대되는 군제대 선수: 김상수
- 타자 WAR: 박병호 (6.78)
- 공격 WAR: 박병호 (7.45)
- 출장(타자): 박병호, 김민성 (128)
- 득점: 박병호 (91)
- 2루타: 이택근 (31)
- 홈런: 박병호 (37)
- 루타: 박병호 (271)
- 타점: 박병호 (117)
- 볼넷: 박병호 (92)
- 희생타: 허도환 (20)
- 장타율: 박병호 (0.602)
- OPS: 박병호 (1.039)
- 마무리등판: 손승락 (53)
- 세이브: 손승락 (46)
- 세이브포인트: 손승락 (49)
- 홀드: 한현희 (27)
- 순장타율: 박병호 (0.284)
- 추정 득점: 박병호 (116.1)
- GPA: 박병호 (0.347)
- 병살 유도: 나이트 (23)
- 풋아웃: 박병호 (982)
- 병살 처리: 박병호 (110)

### 퓨처스리그
- 퓨처스 올스타: 조상우, 박종윤, 장시윤, 김정록
- 남부리그 2루타: 조중근 (27)
- 남부리그 홈런: 안태영 (14)
- 남부리그 장타율: 안태영 (0.562)

## 선수단
- 선발투수 : 밴헤켄, 나이트, 김세현, 오주원, 문성현, 김병현
- 구원투수 : 강리호, 한현희, 이정훈, 송신영, 이보근, 김상수, 마정길, 박성훈, 장시환
- 마무리투수 : 손승락, 조상우, 박종윤
- 포수 : 허도환, 지재옥, 박동원
- 1루수 : 박병호, 조중근
- 2루수 : 서건창, 서동욱, 김지수
- 유격수 : 강정호, 신현철
- 3루수 : 김민성, 김민우, 지석훈
- 좌익수 : 오윤, 송지만, 장민석
- 중견수 : 이택근, 정수성
- 우익수 : 문우람, 유한준, 박헌도
- 지명타자 : 이성열, 안태영, 유재신

## 여담
- 심수창은 沈秀昶에서 沈秀昌으로 한자만 바꾸는 식의 개명을 했다.
- 강정호는 이 시즌에 구단 사상 최초로 넥센 히어로즈 소속으로 통산 3000타석을 달성했다.
- 강리호는 퀄리티 스타트+ 1회에 그쳐 2013년 이후 KBO 리그에서 규정 이닝을 채운 투수 중 최소 기록을 세웠다. 또한 인계 주자 35명을 구원 투수들에게 넘겨 줘 2013년 이후 KBO 리그 역대 단일 시즌 규정 이닝을 채운 투수 중 최다 기록을 세웠다.
- 손승락은 후반기 22세이브로 KBO 리그 단일 시즌 후반기 최다 기록을 세웠다.
- 송지만은 2013년 이후 KBO 리그 40대 타자 통산 최고 내야안타율(28.6%) 기록을 세웠다.
- 손승락은 원정 경기 27세이브로 KBO 리그 역대 단일 시즌 원정 경기 최다 기록을 세웠다.
- 두산과의 준플레이오프는 5경기 중 1~4차전이 전부 한 점 차 승부였으며 2, 4, 5차전은 연장까지 가서야 승부가 났다.
- 손승락은 46세이브를 올려 역대 단일 시즌 최다 세이브 3위를 기록했다. 이 부문 공동 1위는 2006년과 2011년에 오승환이 기록한 47세이브다.
- 장민석은 슬라이더 타율 0.113으로 2013년 이후 규정 타석 충족 타자 중 단일 시즌 최저 기록을 세웠다.
- 장민석은 2013년 이후 단일 시즌 3루 주자의 홈 태그업을 가장 많이(4회) 허용한 외야수가 되었다.
- 장민석은 당시 규정 타석 충족 야수 중 유일하게 음수 WAR을 기록했다.
- 2군 홈구장으로 강진 베이스볼 파크를 사용한 마지막 시즌이다.
- 2014 신인드래프트에서 1차 지명으로 내야수 임병욱을 지명하여 임병욱은 구단 사상 첫 1차 지명 내야수가 되었다.
- 2014 2차 드래프트 1라운드에서 이상민을 지명하여 구단 사상 최초의 2차 드래프트 지명자가 되었다.